# Erick Wainaina
Erick Wainaina, född den 19 december 1973 i Nyahururu, är en kenyansk friidrottare som tävlar i maratonlöpning.
Wainaina deltog vid VM 1995 i Göteborg där han slutade på en artonde plats i maraton. Vid Olympiska sommarspelen 1996 blev han bronsmedaljör. Fyra år senare blev han silvermedaljör vid OS i Sydney.
Han slutade även fyra vid Samväldesspelen 2002 och vid Olympiska sommarspelen 2004 blev han sjua.

## Personligt rekord
- Maraton - 2:08.43